# Mara (Bijbel)

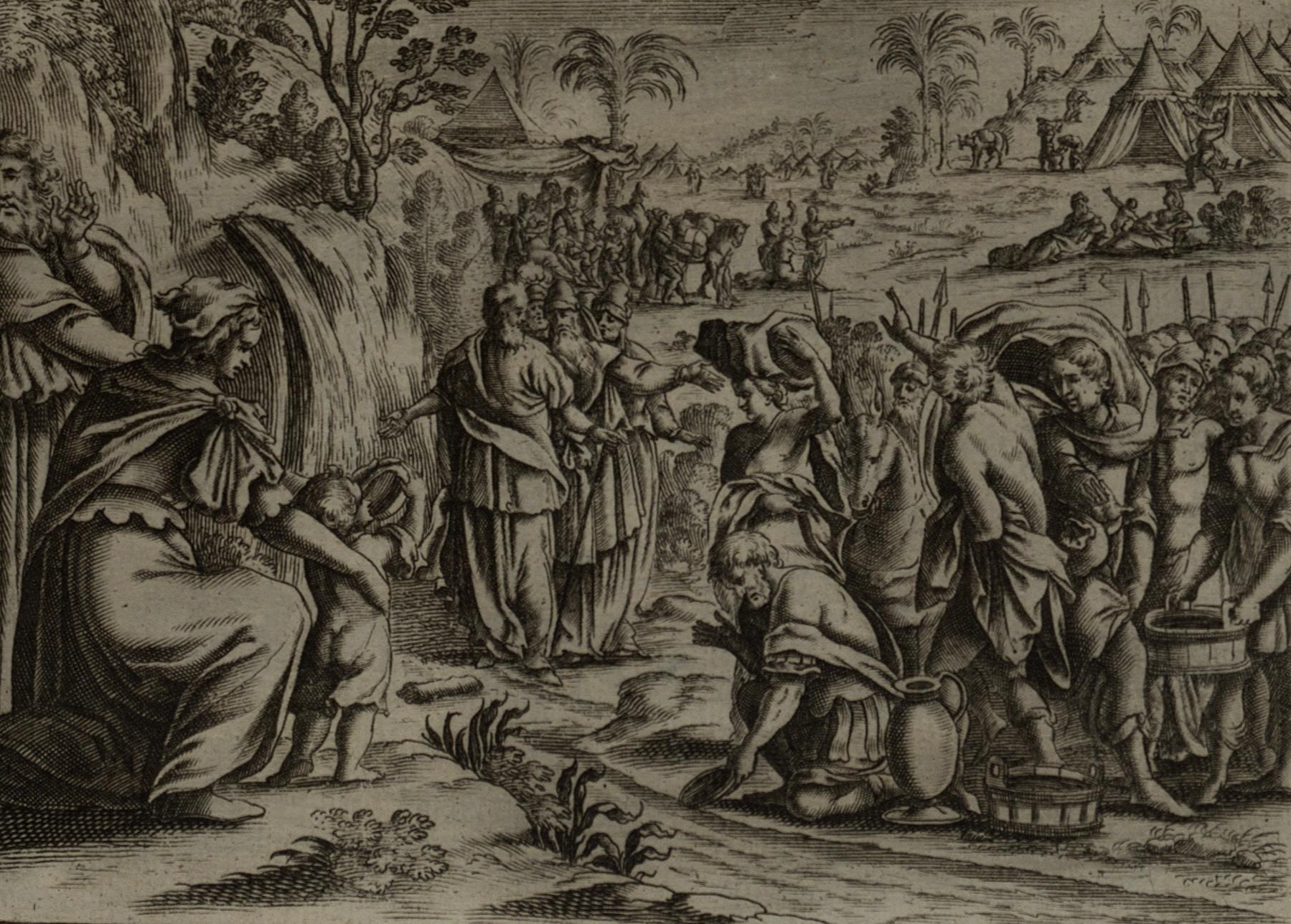
Het water van Mara, gravure van Gérard Jollain.

Mara (Hebreeuws: מָרָה) betekent bitter en het is een van de locaties waar volgens de Torah de Israëlieten zouden geweest zijn tijdens hun tocht van Egypte naar het Beloofde Land beschreven in het Bijbelboek Exodus 15:22-27.
Vanaf de Schelfzee waar de Israëlieten doortrokken en de Farao met zijn leger verdronk, trokken de Israëlieten de woestijn van Sur in, die ergens op het schiereiland Sinaï moet geweest zijn. Na drie dagen kwamen ze aan bij een bron, maar het water bleek ondrinkbaar vanwege zijn bitterheid. Het volk wilde de plaats dan Mara genoemd hebben naar het bittere water. Het volk begon te morren, maar Mozes gooide op aanwijzen van God een blok hout in het water waarop het brakke water zoet en drinkbaar werd. Vandaar trokken ze verder naar Elim waar er twaalf bronnen en zeventig palmbomen waren volgens het relaas in de Bijbel.
Er hoeft niets miraculeus achter dit verhaal te zitten; er bestaat een type van de Berberis die in de woestijn groeit en die gebruikt kan worden om brak water drinkbaar te maken. Sommige exegeten zien het verhaal over Mara als een van oorsprong etiologische mythe, gebruikt om de naam te verklaren.
De plaats waarover in de Bijbel gesproken wordt is niet met zekerheid vast te stellen omdat ze afhankelijk is van de plaatsen die bedoeld werden met Sur (Exodus) en Etham (Numeri), waar de Israëlieten zouden doorgetrokken zijn vooraleer Mara en daarna Elim te bereiken. De locatie hangt samen met de locatie van de Sinaï waar Mozes de tafelen van de wet zou ontvangen hebben, en daarover zijn de deskundigen het ook lang niet eens.